# Nanni Campus
Gian Vittorio Campus, detto Nanni (Sassari, 3 settembre 1952), è un politico e chirurgo italiano, ex-senatore, e sindaco di Sassari dal 2000 al 2005 e dal 2019 al 2024.

## Biografia
Ha intrapreso la carriera di docente universitario dopo la laurea in medicina, impegnato in politica fin da giovane prima con l'MSI poi con Forza Italia con cui nel 1994
entrerà in parlamento, passa nello schieramento di Alleanza Nazionale durante la sua seconda legislatura al Senato dal 1996 al 2000.
Chiuderà prematuramente la sua seconda avventura a Palazzo Madama, risultando eletto nel 2000 sindaco nella sua città natale. Nel 2005, al termine del suo primo mandato, non si ripresenta alle elezioni comunali. Nel 2009 è candidato alle elezioni regionali ottenendo un cospicuo numero di voti, risultando eletto nelle file del Popolo delle Libertà come terzo più votato nel collegio provinciale di Sassari e il più votato in assoluto nella città di Sassari. Poi lascia il PdL ed è Presidente del Gruppo consiliare Sardegna è già Domani, fino al marzo 2014.
Dal 2014 è direttore del Dipartimento di scienze chirurgiche, microchirurgiche e mediche dell'Università di Sassari.
Alle elezioni amministrative del 2019 si ricandida a sindaco di Sassari con una coalizione di liste civiche. Dopo aver superato il primo turno con il 30,5% dei voti, vince al ballottaggio del 30 giugno con il 56,22%, sconfiggendo il candidato sindaco del centro-sinistra Mariano Brianda e diventando per la seconda volta, dopo diciannove anni, sindaco di Sassari.
Nel 2024 annuncia di non ripresentarsi per un secondo mandato.